# Псы (фильм, 1992)
«Псы» (пол. Psy) — художественный фильм режиссёра Владислава Пасиковского, остросюжетная лента о сотрудниках польской госбезопасности, которых после падения социалистического строя переводят служить в полицию. Премьера состоялась 20 ноября 1992 года. Самый кассовый польский фильм 90-х годов. В Польше имеет статус культового. Поклонники разобрали фильм на цитаты, которые до сих пор используются в мемах. Спустя два года на экраны вышло продолжение — «Псы-2. Последняя кровь» (1994). После роли в «Псах» Богуслав Линда приобрёл статус главного супермена польского кино, в котором успешно продержался более десяти лет. В 2020 году на экраны вышла третья часть под названием «Псы 3: За Честь» (Psy 3: W imie zasad).

## Сюжет
1990 год. После падения социалистического строя группу бывших офицеров Службы безопасности ПНР после переаттестации переводят служить во вновь созданную полицию 3-й республики. В их числе — Франц Маурер, офицер со сложной судьбой и тяжёлым характером, которому нелегко приспособиться к резко изменившимся обстоятельствам. Его друг Ольгерд Жвирский после неудачной переаттестации остаётся без работы. Во время одной из первых операций в качестве полицейских группа Франца сталкивается с международной преступной группировкой, преступники оказывают вооружённое сопротивление. В перестрелке погибают двое коллег Франца по госбезопасности. Анализируя случившееся, он приходит к выводу, что на столь дерзкое преступление могли решиться только бывшие сотрудники спецслужб. Ведомый жаждой мести, Франц Маурер начинает распутывать это дело, одновременно пытаясь помочь Ольгерду вернуться на службу. Однако он не подозревает, что Ольгерда уже завербовала та самая банда, за которой охотятся Франц и его товарищи. Допрашивая химика, Франц узнает, имя прокурора, который его отпустил. Допросив прокурора, становится ясно, что приказ освободить отдал Оло Жвирский. Одновременно с этим Франц узнает, что у Оло роман с Анжелой Венц, «подругой» Франца. Франц нелегально достаёт автомат и выслеживает банду, ставшую причиной гибели его коллег при задержании. В ходе боя Франц убивает бандитов и своего друга Оло. Затем он пытается покончить с собой, но в автомате больше нет патронов. В итоге Франца арестовывают.

## Роли и актёры
- Богуслав Линда (Поручик Франц Маурер)
- Марек Кондрат (Поручик Ольгерд Жвирский, «Оло»)
- Януш Гайос (Майор Гросс, «Седой»)
- Цезарий Пазура (Подпоручик Вальдемар Моравец, «Новый»)
- Агнешка Яскулка (Анжела Венц)
- Мацей Козловский (Баранский, человек Гросса)
- Ян Махульский (майор Валенда)
- Эдвард Линде-Любашенко (Капитан Тадеуш Стопчик)
- Збигнев Запасевич (сенатор Венцель, член аттестационной комиссии)
- Рышард Петруский (адвокат Яромил, член аттестационной комиссии)
- Славомир Ожеховский (депутат Рутецкий, член аттестационной комиссии)
- Олаф Любашенко (Кшиштоф «Молодой»)
- Тадеуш Шимкув (Ежик)
- Марек Францковяк (Казек)
- Рышард Фишбах («Дедушка»)
- Збигнев Бельский (Каневский)
- Витольд Белиньский («Студент»)
- Александр Беднаж (майор Бень)
- Ежи Боньчак (Роман Блющ «Химик»)
- Тадеуш Хук (Марьян «Большой» Слабый, производитель амфетамина)
- Дариуш Одия (Зенон Слабый, производитель амфетамина)
- Артур Жмиевский (Радек Вольф, товарищ Франца)
- Анджей Юрчак
- Ежи Засс (Ревизор)
- Анджей Мусял (Охоцкий, человек Гросса)
- Эдита Ольшувка (медсестра в больнице)
- Томаш Дедек (Вавро)
- Мариуш Пилявский (воспитатель в детдоме)
- Тадеуш Фаляна (Убитый Гроссом голландец)
- Марек Каспшик
- Войцех Магнуский — Яворский
- Александр Фабисяк — Навроцкий

## Награды
- 17-й Фестиваль польских художественных фильмов в Гдыне, 1992:
  - Ванда Земан — лучший монтаж
  - Збигнев Нициньский — лучший монтаж
  - Агнешка Яскулка: лучшая женская роль второго плана
  - Михал Лоренц: лучшая музыка
  - Владислав Пасиковский: лучший режиссёр
  - Богуслав Линда: лучшая главная мужская роль
- Владислав Пасиковский: Золотая Утка за лучший польский фильм 1993
- Владислав Пасиковский: лучший режиссёр Festival du Film D'Aventures Valenciennes 1994
- Богуслав Линда: актёрский приз Festival du Film D'Aventures Valenciennes 1994
- Золотая Утка в 2012 в категории: лучший польский остросюжетный фильм, снятый после 1945 года.